# Falldefinition
Eine Falldefinition ist in der Epidemiologie eine Zusammenfassung typischer Symptome und Kriterien für eine Erkrankung, die eine Abgrenzung zu anderen Erkrankungen ermöglicht. Falldefinitionen können klinische Symptome, serologische oder laborchemische Untersuchungsergebnisse und auch epidemiologische Kriterien wie Reisetätigkeit, Kontaktpersonen oder geographische Verbreitung beinhalten. Die Falldefinition kann den Verdachtsfall, wahrscheinlichen Fall und bestätigten Fall definieren.
Falldefinitionen bilden den Ausgangspunkt für klinische Studien und die Krankheitsüberwachung durch Einrichtungen des öffentlichen Gesundheitswesens. Eine Falldefinition wird besonders bei der Überwachung von Infektionskrankheiten, meist durch ein Expertengremium festgelegt. Verschiedene gesetzliche Meldepflichten von Krankheiten (Verdacht, Erkrankung oder Todesfall) sind an Falldefinitionen geknüpft. Da die Falldefinitionen auch den wechselnden Möglichkeiten der Untersuchungsmethoden unterliegen, sind sie nicht per Gesetz geregelt, sondern unterliegen im Falle der Meldepflicht ständig zu überprüfender Verordnungen.